# Новосурметово
Новосурме́тово (рос. Новосурметово, башк. Яңы Сөрмәт) — присілок у складі Чекмагушівського району Башкортостану, Росія. Входить до складу Резяповської сільської ради.
Населення — 7 осіб (2010; 28 у 2002).
Національний склад:
- татари — 50 %
- башкири — 46 %